# Lisa Gadenstätter
Lisa Gadenstätter (* 1978 in Zell am See) ist eine österreichische Journalistin und Fernsehmoderatorin.

## Karriere
Lisa Gadenstätter besuchte in ihrer Geburtsstadt Zell am See die Volksschule, später auch das Gymnasium und die Handelsakademie. 1998 kam sie als Nachrichten-Trainee zu Ö3. Parallel dazu begann sie ein Studium der Publizistik und Theaterwissenschaften, das sie 2002 abschloss. Anschließend absolvierte sie ein Praktikum bei ABC in New York. Bei Ö3 wechselte sie später in das Ressort Chronik und Innenpolitik.
Von Oktober 2006 bis März 2007 präsentierte Gadenstätter in ORF 1 den Newsflash. Ab April 2007 moderierte sie abwechselnd mit Roman Rafreider die ZIB 20 und ZIB 24. Erneut im Wechsel mit Rafreider präsentiert sie seit 4. März 2013 in der neuen ZIB 20 die aktuellen Informationen des Tages – und um Mitternacht weiterhin die ZIB 24 – jeweils in ORF eins.
Im Juli 2014 moderierte sie ein Gespräch mit Abdurrahman Karayazili, dem damaligen Chef des österreichischen Ablegers der UETD. Dieser verließ nach einem unbeherrschten TV-Auftritt das Studio. Infolgedessen wurde Gadenstätter das Ziel zahlreicher Hasspostings türkischstämmiger Poster.
Im Vorfeld der Nationalratswahl 2017 moderierte sie gemeinsam mit Hanno Settele die ORF-Sendung Nationalraten – Die politische Quiz-Talk-Show.
Im Vorfeld der Nationalratswahl 2019 präsentierte Gadenstätter die Sendung Mein Wahlometer.
Seit 2019 moderiert sie auf ORF 1 die Sendung Talk 1.

## Privates
Gadenstätters Eltern betrieben in Zell am See eine Kaminkehrer- und Heizungsfirma.
Lisa Gadenstätter ist seit 2011 mit dem Moderator Benny Hörtnagl verheiratet.

## Auszeichnungen
- 2018: Prälat-Leopold-Ungar-JournalistInnenpreis in der Kategorie TV gemeinsam mit Elisabeth Gollackner für Schluss mit Schuld – Was der Holocaust mit mir zu tun hat (ORF DOKeins)[5]
- 2019, 2020, 2022 und 2024: Journalistin des Jahres in der Kategorie Chronik[6][7][8][9]
- 2021: 53. Fernsehpreis der Österreichischen Erwachsenenbildung in der Kategorie Dokumentation für Dok 1 Spezial: Sind wir Rassisten? Der Test[10]
- 2023: Romy in der Kategorie TV-Journalismus[11]

## Publikationen
- Schluss mit Schuld: Unsere Reise zum Holocaust und zurück, gemeinsam mit Elisabeth Gollackner, Seifert Verlag, Wien 2018, ISBN 978-3-902924-90-2